# Klainedoxa gabonensis
Espèce
Statut de conservation UICN

 LC  : Préoccupation mineure
Klainedoxa gabonensis est une espèce d'arbre de la famille des Irvingiaceae.

## Répartition
Ce taxon se rencontre dans les pays suivants : Angola, Cameroun, Côte d'Ivoire, Gabon, Ghana, Guinée-Bissau, Guinée, Liberia, Nigeria, Ouganda, République centrafricaine, République du Congo, République démocratique du Congo, Sierra Leone, Soudan du Sud, Sénégal, Tanzanie, Togo, Zambie.

## Systématique
Le nom correct complet (avec auteur) de ce taxon est Klainedoxa gabonensis Pierre.
Klainedoxa gabonensis a pour synonymes :
- Condgiea lanceolata Baill. ex Tiegh.
- Condgiea ovalifolia Baill. ex Tiegh.
- Klainedoxa buesgenii Engl.
- Klainedoxa cuprea Tiegh.
- Klainedoxa dybowskii Tiegh.
- Klainedoxa gabonensis var. microphylla Pellegr.
- Klainedoxa gabonensis var. oblongifolia Engl.
- Klainedoxa grandifolia DeBriey
- Klainedoxa lanceifolia Vermoesen
- Klainedoxa lanceolata Tiegh.
- Klainedoxa lancifolia Vermoesen
- Klainedoxa latifolia Pierre
- Klainedoxa latifolia Pierre ex Tiegh.
- Klainedoxa lecomtei Tiegh.
- Klainedoxa longifolia Pierre
- Klainedoxa longifolia Pierre ex Tiegh.
- Klainedoxa macrocarpa Tiegh.
- Klainedoxa macrophylla Pierre
- Klainedoxa macrophylla Pierre ex Tiegh.
- Klainedoxa microphylla (Pellegr.) A.H.Gentry
- Klainedoxa oblongifolia (Engl.) Vermoesen
- Klainedoxa oblongifolia Stapf
- Klainedoxa oblongifolia Stapf ex Broun & R.E.Massey
- Klainedoxa ovalifolia (Baill.) Vermoesen
- Klainedoxa pachyphylla Mildbr.
- Klainedoxa polyphylla Mildbr.
- Klainedoxa sphaerocarpa Tiegh.
- Klainedoxa spinosa Tiegh.
- Klainedoxa thollonii Tiegh.
- Klainedoxa tripyrena Tiegh.
- Klainedoxa zenkeri Tiegh.